# Pseudobrama simoni
Pseudobrama simoni är en fiskart som först beskrevs av Bleeker, 1864.  Pseudobrama simoni ingår i släktet Pseudobrama och familjen karpfiskar. Inga underarter finns listade i Catalogue of Life.